# Gregos bizantinos
Gregos bizantinos ou simplesmente bizantinos (em grego:  Βυζαντινοί) é um termo convencionalmente usado por historiadores modernos para se referir aos gregos medievais ou aos cidadãos helenizados do Império Bizantino, centrado em Constantinopla (antiga Bizâncio), o sul dos Bálcãs, as ilhas gregas, Ásia Menor (atual Turquia), Chipre e os grandes centros urbanos do Oriente Médio e norte do Egito. A identidade dos gregos bizantinos assumiu diversos nomes, com variantes como Romaioi ou Romioi (literalmente "romanos") ou Graikoy ("gregos").
A estrutura social dos gregos bizantinos era baseada primordialmente numa base agrária, rural, que consistia do campesinato e de uma pequena fração dos proletários. Estes camponeses vivam em três tipos diferentes de núcleos populacionais: o chorion, ou vilarejo, o agridion, ou vila, e o proasteion, grande propriedade rural à qual estavam associados diversos trabalhadores. Diversos distúrbios civis ocorridos no período bizantino foram atribuídos às facções políticas dentro do Império em si, e não a esta grande base popular. Os soldados greco-bizantinos eram recrutados inicialmente entre os camponeses, e treinados anualmente. Por volta do século XI, no entanto, a maior parte dos soldados do Império Bizantino já eram profissionais ou mercenários.
A educação da população greco-bizantina foi - até o século XII - mais avançada do que no Ocidente, especialmente a nível de ensino primário, com altas taxas de alfabetização. Os comerciantes greco-bizantinos eram bem-sucedidos, e gozavam de uma posição elevada no comércio internacional da época. Apesar dos desafios que enfrentavam contra seus rivais, os mercadores e comerciantes italianos, conseguiram se sustentar com sucesso por toda a segunda metade da existência do império. O clero também tinha um status especial, gozando não só de mais liberdade que seus equivalentes ocidentais, mas também mantendo um patriarca em Constantinopla, considerado o equivalente ortodoxo do Papa. Esta posição vantajosa foi construída ao longo dos séculos, já que no início do reinado de Constantino apenas uma pequena parcela da população, cerca de 10%, era cristã.
A língua dos gregos bizantinos desde o tempo de Constantino era o grego, embora o latim continuasse a ser a língua administrativa. A partir do reinado de Heráclio, o grego passou não só a ser a língua predominante entre a população, como substituiu o latim nos assuntos de Estado. O império tinha inicialmente um caráter multi-étnico que, com a perda das províncias onde o grego não era idioma nativo, passou a ser dominado pelos gregos bizantinos. Com o tempo, a relação entre eles e o Ocidente, especialmente com a Europa romana e franca, se deteriorou, danificadas ainda mais por um cisma entre o Ocidente latino e o Oriente ortodoxo, que levou à caracterização dos gregos bizantinos, pela Igreja Católica, como hereges.
Nos últimos séculos do império, especialmente após a coroação de Carlos Magno, em 800, e o posterior surgimento do Sacro Império Romano-Germânico, os gregos bizantinos não eram mais considerados pelos europeus ocidentais como herdeiros do Império Romano, mas sim como parte de um reino oriental composto por povos gregos. O Império Bizantino, no entanto, seguiu sendo a metade restante do Império Romano após o declínio do poder imperial no Ocidente.